# Nicolas Rousseau
Nicolas Rousseau (nascido em 16 de março de 1983) é um ciclista profissional francês de ciclismo de estrada e pista. Venceu a terceira etapa do Tropicale Amissa Bongo. Competiu nos Jogos Olímpicos de Verão de 2008 em Pequim, terminando em oitavo lugar na perseguição por equipes de 4 km. Compete para a equipe Auber 93, desde 2012.